# Karaköy, Datça
Karaköy là một xã thuộc huyện Datça, tỉnh Muğla, Thổ Nhĩ Kỳ. Dân số thời điểm năm 2011 là 790 người.